# 雅克·柯爾

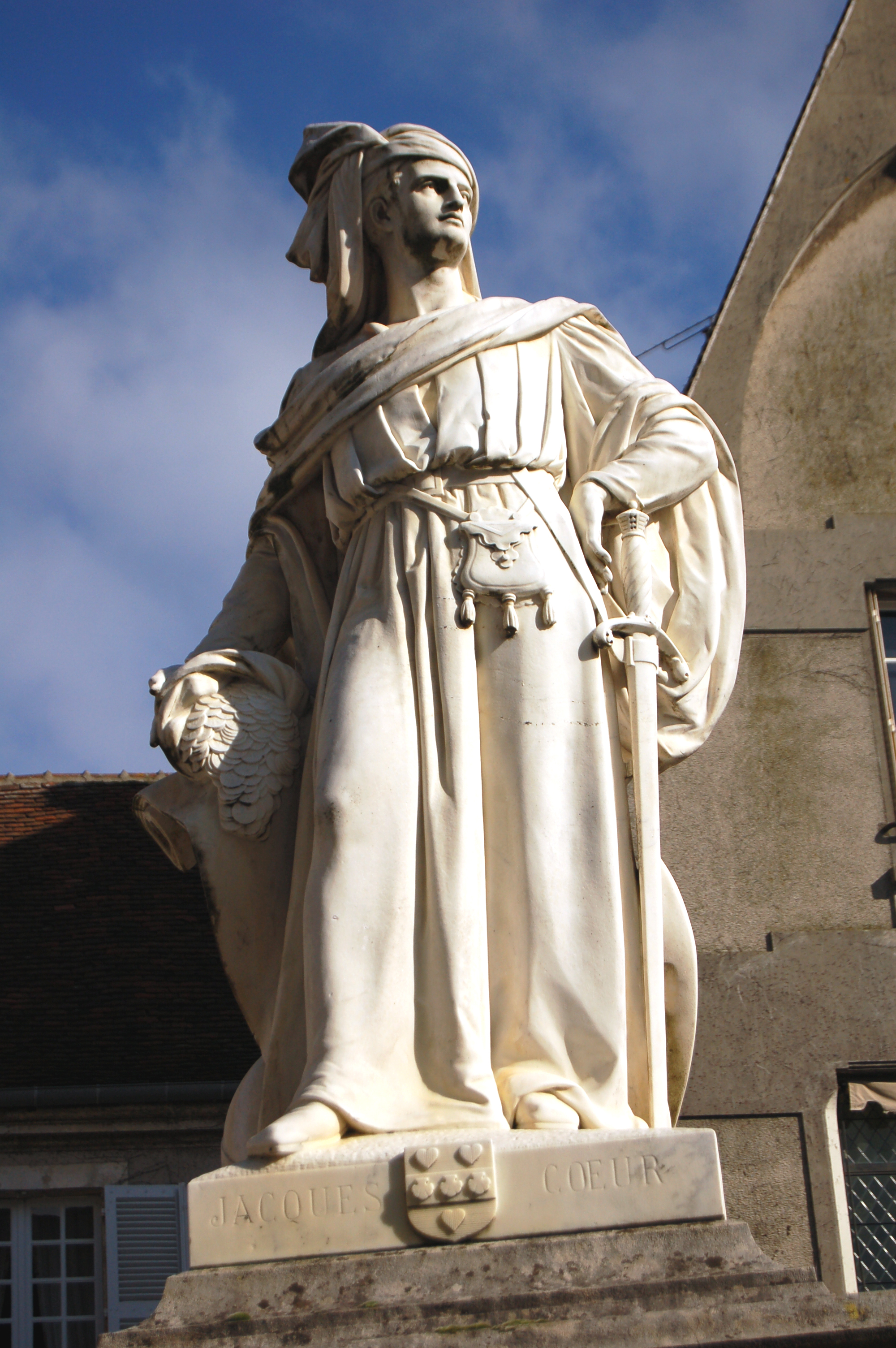
雅克·柯爾像，位于布尔日。

雅克·柯爾（法語：Jacques Cœur，法語發音：[ʒak kœʁ]；1395年—1456年11月25日），15世纪法国商人，查理七世的財務部長，开辟了法国至黎凡特之间的贸易渠道。